# Sabinjanke
Sabinjanke (također poznata i kao Intervencija Sabinjanki ili Sabinjanke zaustavljaju bitku Rimljana i Sabinjana) je neoklasicistička slika Jacquesa-Louisa Davida koja prikazuje temu iz povijesti Starog Rima poznatu kao Otmica Sabinjanki. Tema slike je trenutak kada su se Sabinjanke zajedno sa svojom djecom bacile među zaraćene Rimljane, svoje muževe, i Sabinjane, svoju braću, da bi ih rastavile i spriječile krvoproliće u kojemu i same na kraju stradaju. 
David ja započeo ovu sliku u Luxembourškoj palači 1795. godine, dok je bio utamnjičen tijekom Revolucionarnog terora za jakobinske diktature jer je podržavao Robespierrea. Slika je protumačena kao poziv na pomirbu zavađenih revolucionara, te je umjetniku pomogla da ponovno stekne ugled i položaj.
Slika je prvi put izložena na Pariškom salonu 1799. godine, zajedno s umjetnikovim pojašnjanjem prikaza. Nakon što je privukla brojne posjetitelje, sliku je David prodao 1819. godine Kraljevskim muzejima za 10.0000 franaka. Od tada je bila izložena u Luxembourškoj palači, a u Louvre je vraćena 1826. godine nakon smrti umjetnika. Kratko vrijeme kada su djela brojnih umjetnika bila izbačena iz Louvrea, slika se nalazila u Opatiji Cluny, gdje je David nekad slikao.

## Odlike
| Tit Tacije i Hersilija |  | Tit Tacije i Hersilija |
| Tit Tacije i Hersilija |  |                        |

Kompozicija se zasniva na dva plana, prvi sa svim figurama organizirane u horizontalnoj traci, poput likova na antičkim grupnim reljefima, te drugim planom s tvrđavom na stijeni i nemirnim nebom. Dubina prostora postignuta je primjenom snažne zračne perspektive, a forma je zatvorena. U pozadini se nalazi tvrđava i Tarpejska stijena (s koje su Rimljani bacali izdajnike) kao čvrsta neprobojna barikada u prostoru. Nebo je tmurno kao da je nevrijeme, ali opet prevladavaju svijetli tonovi.
Središnja figura je djevojka u bijelom koja je ujedno i najosvjetljenija na slici. Ona stoji raširenih ruku između dva gola ratnika, kao da ih želi otjerati. Smatra se kako je riječ o Hersiliji, kćerki Tita Tacija, kralja Sabinjana, dok su ratnici koje zaustavlja njen otac Tacije i njen muž Romul koji je prikazan kako oklijeva kopljem probosti svog punca, Tacija.
Slika je veoma realistična, ispunjena je snažnim tijelima ratnika, žena i njihove djece. Figure su napete, u pokretu, te odišu ratničkim i herojskim duhom.